# 1889
Het jaar 1889 is het 89e jaar in de 19e eeuw volgens de christelijke jaartelling.

## Gebeurtenissen
januari
- 8 - Herman Hollerith verkrijgt patent voor zijn elektrische tabelleermachine.
- 9 In Amsterdam wordt de Rus Aleksandr Pansjin de eerste (officieuze) wereldkampioen hardrijden op de schaats. Als derde eindigt de Haarlemmer Klaas Pander.
- 30 - Aartshertog Rudolf van Oostenrijk pleegt zelfmoord in het jachtslot Mayerling, samen met zijn maîtresse Mary von Vetsera.

februari
- 1 - Thanh Thai volgt Dong Khanh op als keizer van Vietnam.
- 11 - In Japan wordt de Meiji-grondwet afgekondigd door de hervormingsgezinde premier Ito Hirobumi.

maart
- 4 - Benjamin Harrison wordt de 23e president van de Verenigde Staten. Hij volgt Grover Cleveland op.
- 6 -  De Servische koning treedt af ten voordele van zijn zoon Alexander Obrenović.
- 13 - De voor de kust van Samoa kruisende vloten van Groot-Brittannië, Duitsland en de Verenigde Staten worden door een cycloon vernietigd. Zo voorkomt de natuur een mogelijk treffen, en dwingt ze de landen tot overleg.
- 31 - De Eiffeltoren wordt officieel ingehuldigd. Hij wordt pas voor het publiek opengesteld tijdens de Wereldtentoonstelling vanaf 6 mei.

april
- 1 - De Franse generaal Boulanger vlucht naar het buitenland voordat hij kan worden gearresteerd wegens het beramen van een staatsgreep.
- 3 - De Staten-Generaal, in verenigde vergadering bijeen, verklaren de Nederlandse koning Willem III wegens ziekte buiten staat de regering waar te nemen.
- 22 - President Harrison stelt Oklahoma open voor vestiging door kolonisten.

mei
- 2 - Italië sluit een grensverdrag met Ethiopië voor zijn koloniën Eritrea en Italiaans-Somaliland.
- 5 - Nederland krijgt zijn eerste Arbeidswet. Deze wet verbiedt gevaarlijk werk en nachtarbeid voor vrouwen en kinderen tot 12 jaar.
- 6 - Begin van de Wereldtentoonstelling in Parijs.
- 30 - Oprichting studentenvereniging C.S. Veritas met eerste Praeses jhr. mr. Jan Bosch van Oud Amelisweerd.

juni
- 27 -  De eerste bijeenkomst van de Vaste Keurings Commissie voor tuinbouwproducten en sierplanten wordt gehouden in de Koningszaal van Artis te Amsterdam.
- 30 - Begin eerste dienstregeling van de Nijmeegse tram.

juli
- 14 - De Britse, Amerikaanse en Duitse territoria op Samoa worden samengebracht in een condominium.
- Oprichting van de Tweede Internationale.

augustus
- 3 - De plaats Anadyr in Tsjoekotka wordt gesticht door Kozakken.
- 14 - De bootwerkers in de haven van Londen leggen het werk neer. Er zijn 100.000 stakers.
- 26 - Begin van het Internationale Schaaktoernooi in Amsterdam. Het eerste internationale schaaktoernooi in Nederland vindt plaats in De Rode Leeuw te Amsterdam.

september
- 10 - Albert I van Monaco volgt zijn vader Karel III van Monaco op als vorst van Monaco
- 22 - In Japan richt Yamauchi het bedrijf Nintendo Koppai op om zijn handgemaakte Hanafuda kaarten te produceren en te verkopen.
- 26 - De meter wordt gedefinieerd als de afstand tussen twee krassen op een standaardmeter.
- 27 - In de haven van Rotterdam breekt een werkstaking uit. In de volgende dagen komt het tot geweld en vernieling, en de burgemeester roept de schutterij en de mariniers te hulp.

oktober
- 3 - De havenstaking in Rotterdam wordt beëindigd door een akkoord over een loonsverhoging van een kwartje per uur. Daarbij worden uitbetalingen niet meer in de kroeg gedaan, maar in het pakhuis of kantoor.
- 5 - Oprichting in Amsterdam van de Vrije Vrouwenvereeniging met Wilhelmina Drucker als voorzitter.
- 6 - Opening van de Moulin Rouge in Parijs.
- 15 - Ingebruikname van station Amsterdam CS.
- 17 - De Franse bezettingsmacht in Indo-China en de regering van Siam komen overeen, de status quo in Laos te handhaven. Het protectoraat van Annam over Laos wordt gerespecteerd, maar over het grensverloop worden geen afspraken gemaakt.

november
- 2 - North Dakota en South Dakota worden staten van de Verenigde Staten.
- 5 - De Ierse immigrant William Painter vraagt Amerikaans patent op de kroonkurk.
- 8 - Montana wordt een staat van de Verenigde Staten.
- 8 - De Tramlijn Aken - Vaals rijdt voor het eerst. De wagens worden door paarden getrokken.
- 11 - Washington wordt een staat van de Verenigde Staten.
- 15 - In Brazilië wordt het keizerrijk ten val gebracht door een militaire staatsgreep. De staat wordt een republiek met een generaal aan het hoofd.
- 28 - Vanuit de psychiatrische kliniek in Saint-Rémy schrijft Vincent van Gogh aan zijn broer Theo met de dringende vraag om 10 meter schilderslinnen. Bij gebrek daaraan moet hij theedoeken gebruiken.

december
- 13 - Op Ameland spoelt een maanvis, de Mola tecta, aan van 2,73 bij 2,23 meter.

zonder datum

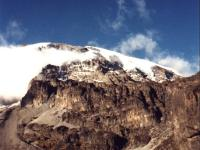
Kilimanjaro

- Oprichting van de Ahmadiyya Moslim Gemeenschap door Mirza Ghulam Ahmad.
- Het Verenigd Koninkrijk en Frankrijk bereiken overeenstemming over de grenzen tussen hun koloniën Gambia en Senegal.
- De Tokelau-eilanden worden een Brits protectoraat.
- Trinidad en Tobago worden samengevoegd tot de kolonie Trinidad en Tobago.
- De veenarbeiders in Appelscha richten arbeidersvereniging De Eendracht op.
- In Herstal (België) wordt de Belgische wapenfabrikant FN (Fabrique Nationale de Herstal, of ook: Fabrique d'Armes de Guerre) opgericht.
- Richard von Krafft-Ebing schrijft Psychopathica sexualis.
- Mizar A is de eerst ontdekte spectroscopische dubbelster.
- John Venn schrijft The Principles of Empirical Logic.
- Het internationale prototype van de kilogram wordt gemaakt.
- Hans Meyer beklimt als eerste de Kilimanjaro.

## Sport
- 1 oktober - HFC Haarlem wordt opgericht.
- 9 november - D.S.V.V. 'Ouwe Schoen' wordt opgericht.
- 8 december - Op initiatief van Pim Mulier wordt de Nederlandse Atletiek en Voetbalbond, de voorloper van de KNVB, opgericht.
- 23 december - De voetbalclub Recreativo de Huelva wordt opgericht. Het is de eerste voetbalclub in Spanje.
- Preston North End wordt de eerste voetbalkampioen van Engeland.
- Wilhelm Steinitz behoudt zijn wereldkampioenschap schaken in een match tegen Michail Tsjigorin.

## Muziek
- Claude Debussy componeert Petite suite (Debussy).
- Antonín Dvořák schrijft de 8e symfonie.
- Giacomo Puccini schrijft de opera Edgar.
- August Reyding produceert de eerste Nederlandse revue: Naar de Eiffeltoren!
- Pjotr Iljitsj Tsjaikovski componeert de balletsuite Doornroosje.

### Premières
- 23 februari: Christian Sindings Pianoconcert (alleen eerste twee delen).
- 9 maart: Hjalmar Borgstrøms Hvæm er du med de tusene navne en Iver Holters enige Symfonie.
- 15 juni: The Washington Post March van John Philip Sousa.
- 1 juli Charles Hubert Parry's Symfonie nr. 4.

## Beeldende kunst
- Auguste Rodin maakt zijn monument voor Victor Hugo.
- In Parijs houdt de School van Pont-Aven zijn eerste expositie (zie Neo-impressionisme).
- Georges Seurat schildert Chahut en La Parade de Seurat.

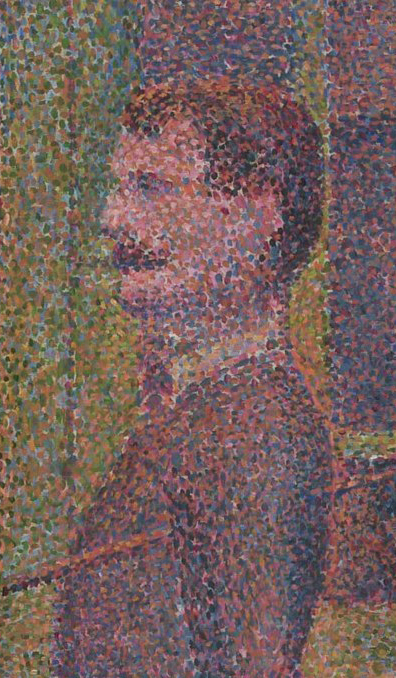
De Parade van Seurat (1889) Georges Seurat
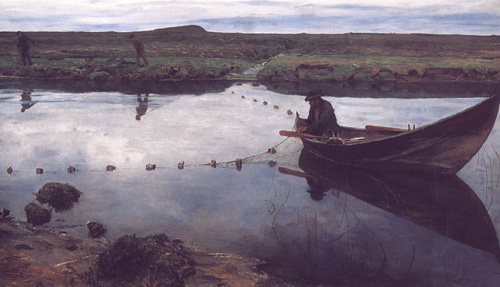
Laksefiskeren (1889) Eilif Peterssen
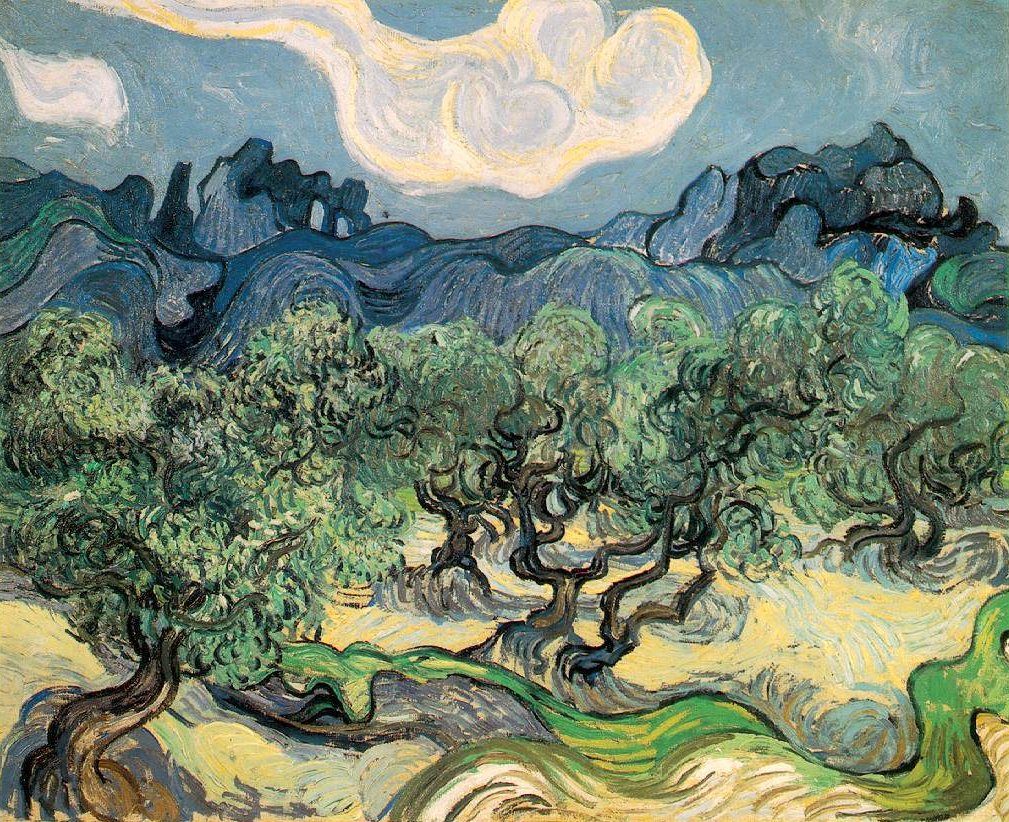
Olijfbomen in berglandschap (1889) Vincent van Gogh, Museum of Modern Art, New York
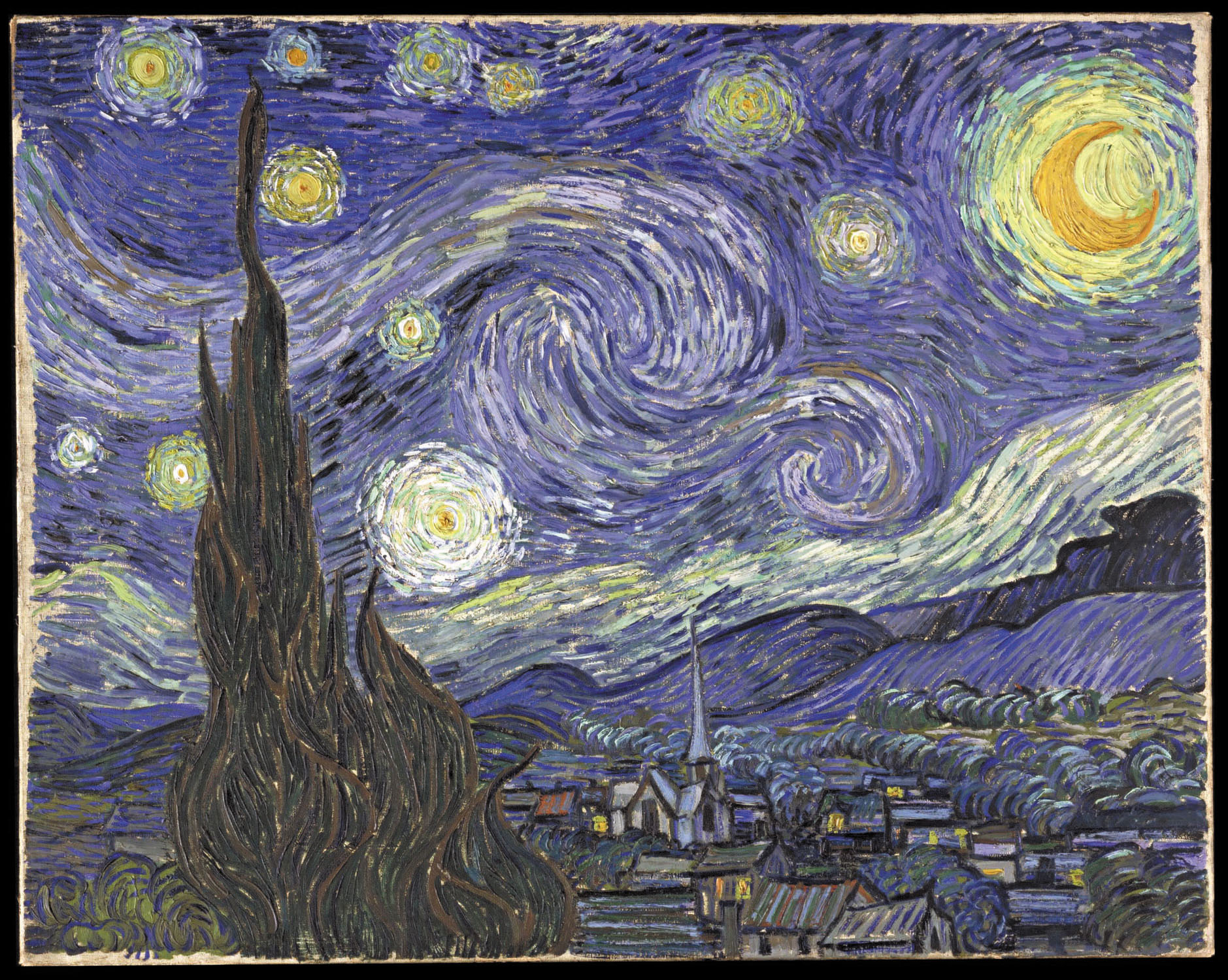
Sterrennacht (1889) Vincent van Gogh, Museum of Modern Art, New York
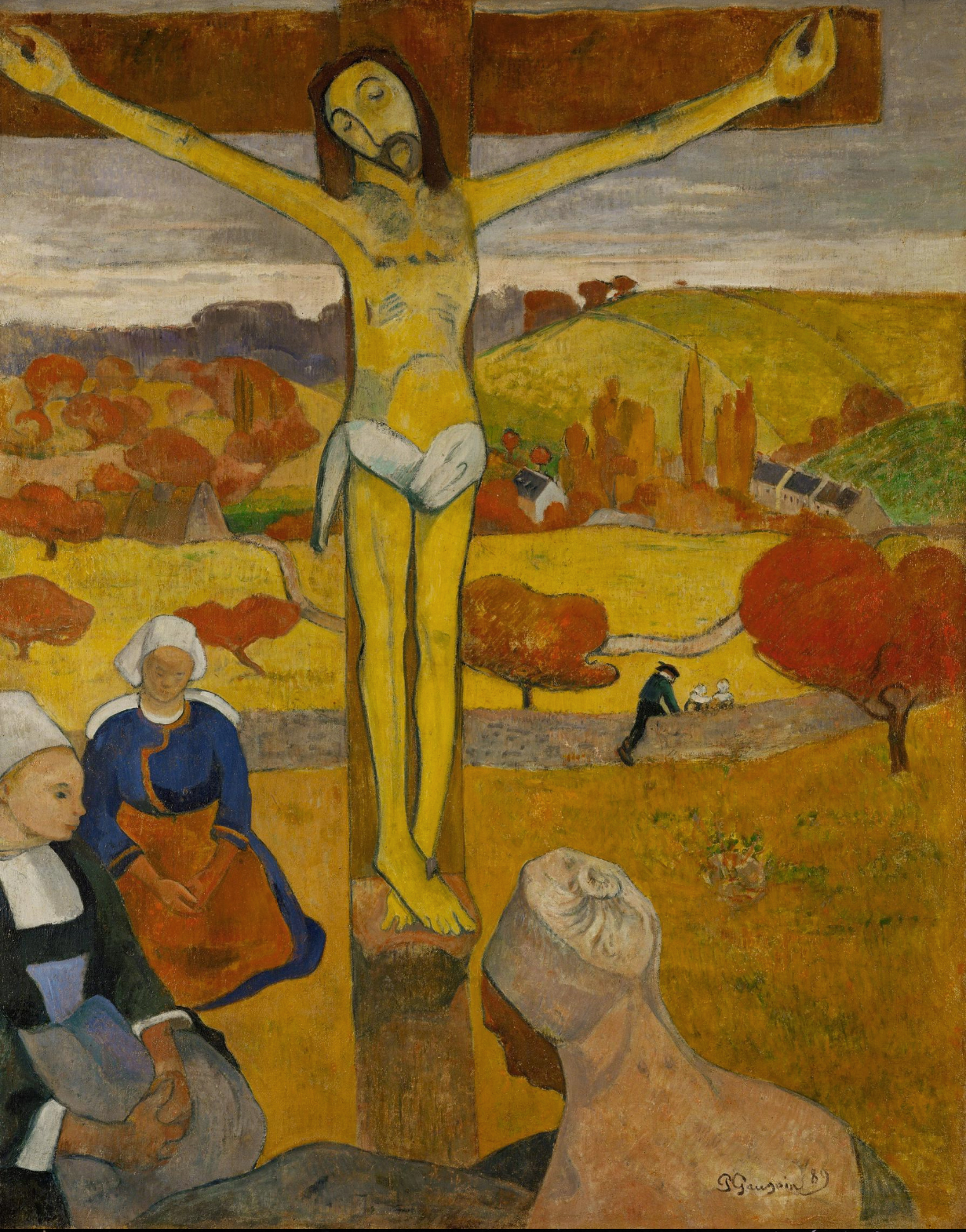
De gele Christus (1889) Paul Gauguin

## Bouwkunst
- De in 1881 begonnen bouw van het station Amsterdam Centraal van de Nederlandse architect Pierre Cuypers komt gereed.

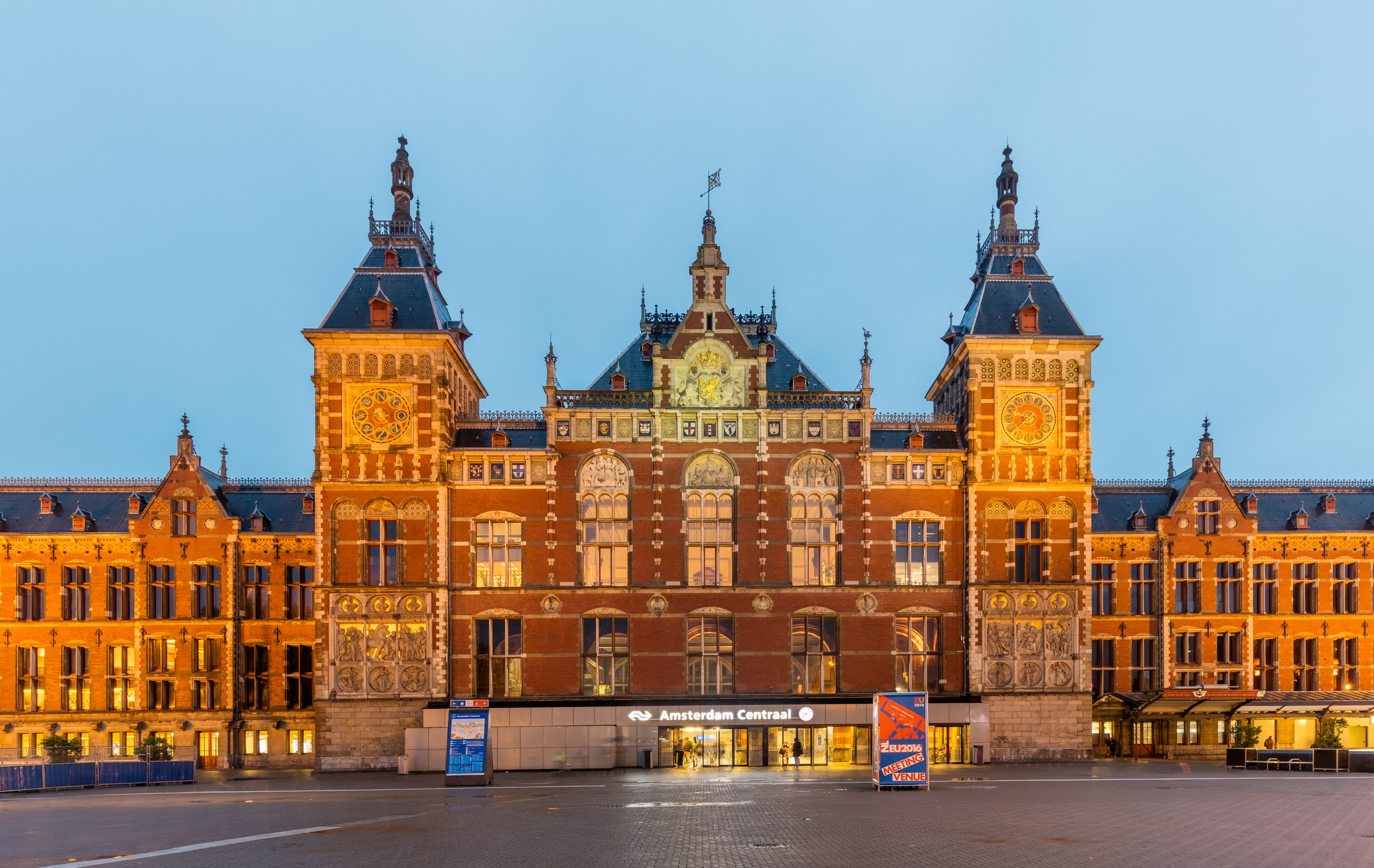
station Amsterdam Centraal (1889 gereed)
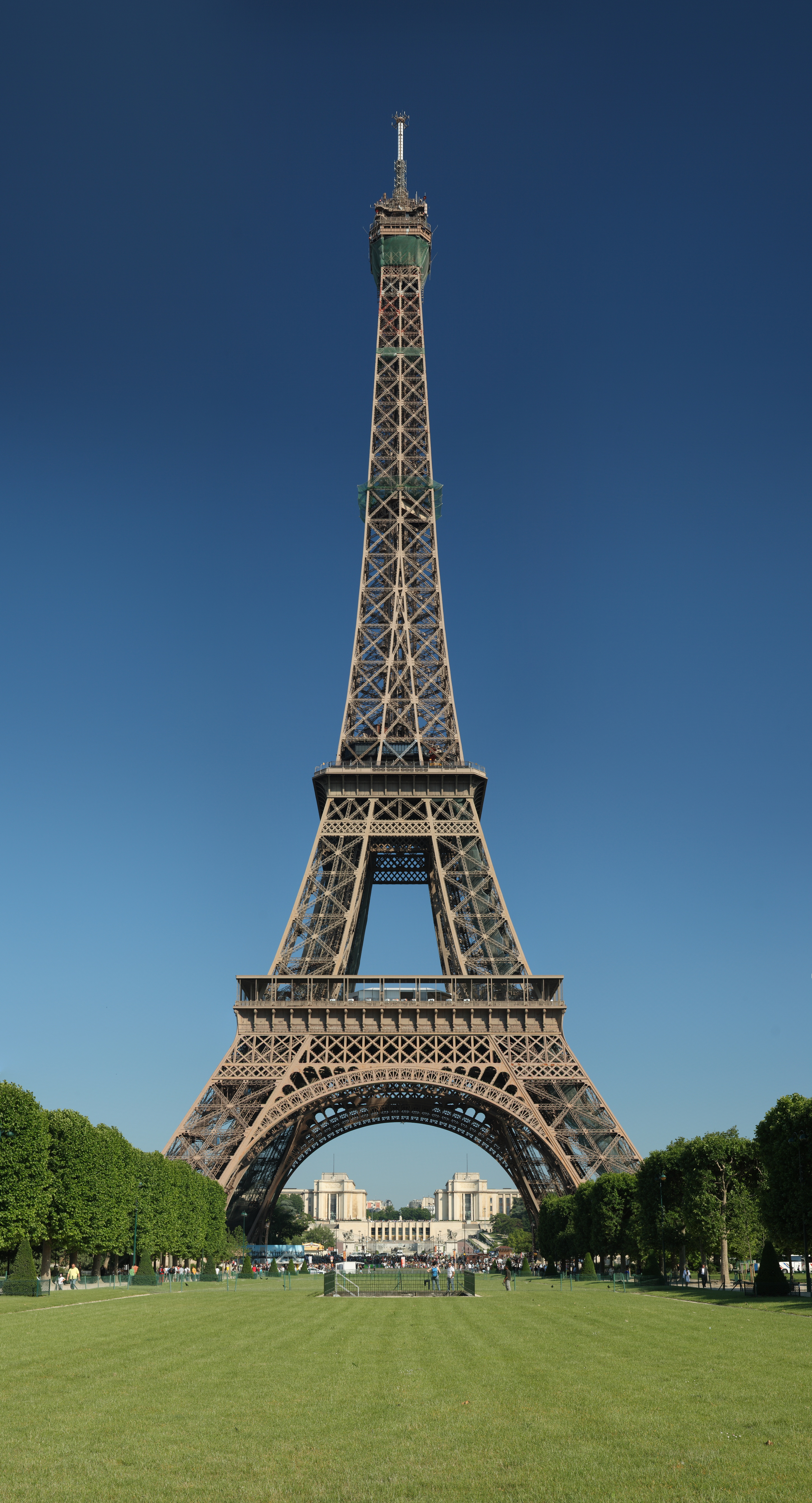
Eiffeltoren (1889 gereed)

## Geboren

### januari
- 2 - Tito Schipa, Italiaans zanger (lyrisch tenor) (overleden 1965)
- 4 - Albert van Dalsum, Nederlands acteur, toneelleider en kunstschilder (overleden 1971)
- 10 - Andreas Rinkel, Nederlands oudkatholiek aartsbisschop en hoogleraar (overleden 1979)
- 13 - Frans Wiemans, Nederlands bouwkundig ingenieur, architect en componist (overleden 1935)
- 17 - Giuseppe Beltrami, Italiaans nuntius en curiekardinaal (overleden 1973)
- 17 - Ralph Fowler, Brits natuurkundige en astronoom (overleden 1944)
- 24 - Hermann-Bernhard Ramcke, Duits generaal (overleden 1968)
- 24 - Lena Milius, Nederlands boekhoudster en medewerker van het tijdschrift De Stijl (overleden 1968)
- 25 - Frederik Ernst Müller, Nederlands NSB-burgemeester van Rotterdam (overleden 1960)
- 27 - Balthasar van der Pol, Nederlands natuurkundige (overleden 1959)
- 29 - Rudolf Mauersberger, Duits componist en cantor (overleden 1971)
- 30 - Antonio Caggiano, Argentijns kardinaal (overleden 1979)

### februari
- 2 - Alfons Blomme, Belgisch kunstenaar (overleden 1979)
- 6 - Thé Lau, Nederlands kunstschilder (overleden 1958)
- 7 - Harry Nyquist, Zweeds natuurkundige (overleden 1976)
- 7 - Jose Zulueta, Filipijns politicus  (overleden 1972)
- 8 - Siegfried Kracauer, Duits schrijver, journalist, socioloog, cultuurcriticus en filmtheoreticus (overleden 1966)
- 10 - Cor Ruys, Nederlands toneelspeler, cabaretier en toneelleider (overleden 1952)
- 16 - Teun Sprong, Nederlands atleet (overleden 1971)
- 16 - Hendrik Willem Stenvers, Nederlands neuroloog (overleden 1973)
- 17 - Johanna Pieneman, Nederlands kunstschilderes (overleden 1986)
- 19 - Ernest Marsden, Brits/Nieuw-Zeelands natuurkundige (overleden 1970)
- 19 - Job Mutters, Nederlands voetbalscheidsrechter (overleden 1974)
- 23 - Victor Fleming, Amerikaans regisseur (overleden 1949)
- 25 - Albin Stenroos, Fins atleet (overleden 1971)

### maart
- 2 - Marietje Kessels, slachtoffer van een onopgelost misdrijf in een kerk te Tilburg. (overleden 1900)
- 4 - Pearl White, Amerikaans actrice (overleden 1938)
- 7 - Grigori Löwenfisch, Russisch schaker (overleden 1961)
- 7 - Kees Pruis, Nederlands cabaretier en zanger (overleden 1957)
- 12 - Idris I, koning van Libië (overleden 1983)
- 13 - J.D. Poll, Nederlands verzetsman en lid Dienst Wim (overleden 1945)
- 16 - Reggie Walker, Zuid-Afrikaans atleet (overleden 1951)
- 18 - Georges Krins, Belgisch violist (overleden 1912)
- 18 - Frits Rijkens, Nederlands honderdplusser (overleden 1998)
- 19 - Jose Hontiveros, Filipijns politicus en rechter (overleden 1954)
- 23 - David Bueno de Mesquita, Nederlands kunstenaar (overleden 1962)
- 23 - Camilo Osias, Filipijns politicus en schrijver (overleden 1976)
- 25 - Derkje Hazewinkel-Suringa, Nederlands rechtsgeleerde (overleden 1970)
- 25 - Celly de Rheydt, Duitse naaktdanseres (overleden 1969)
- 27 - Pieter Groeneveldt, Nederlands keramist, dichter en aardewerkfabrikant (overleden 1982)
- 31 - Adolf Jäger, Duits voetballer (overleden 1944)

### april

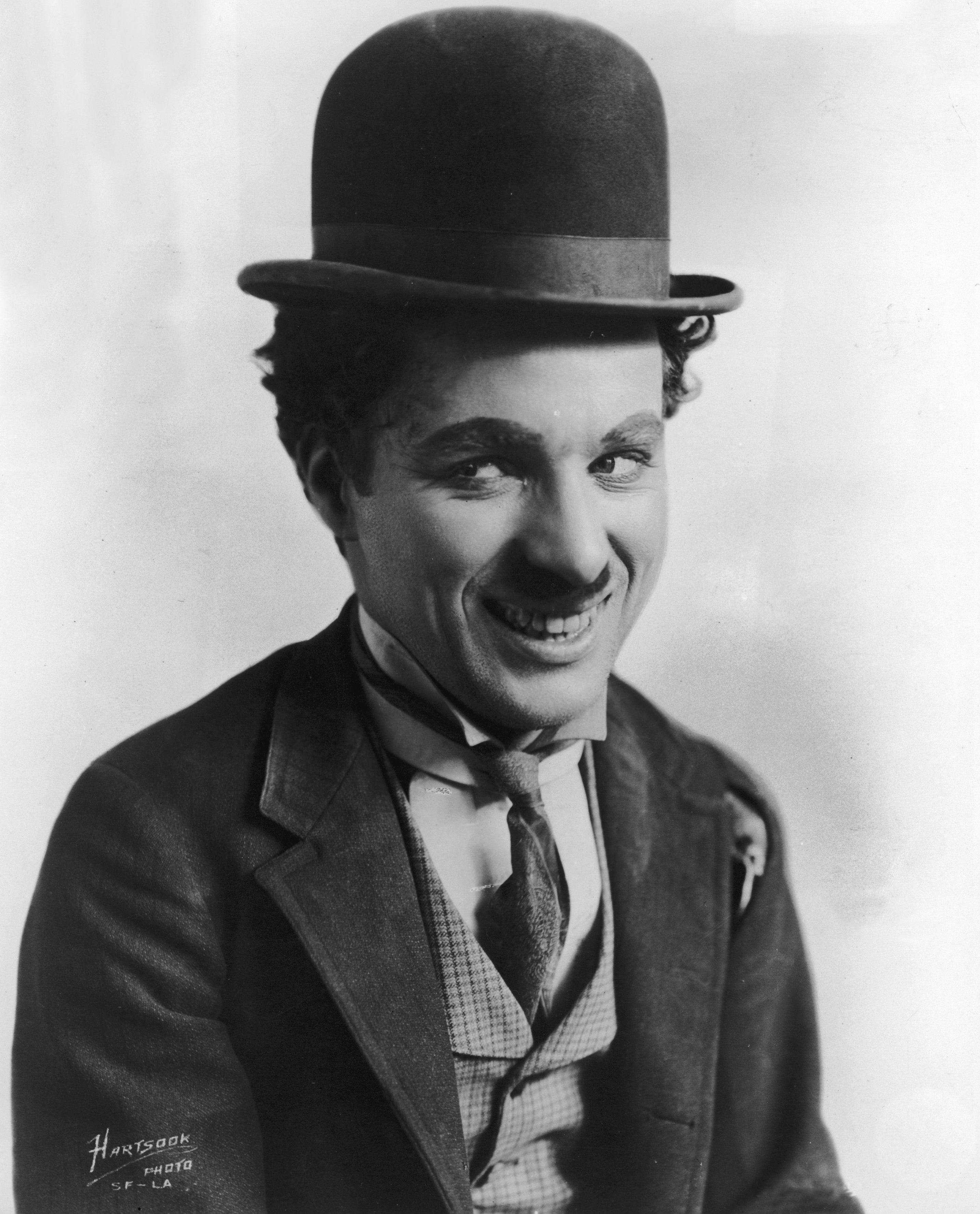
Charlie Chaplin
geboren op 16 april 1889

- 1 - Maurits Colman, Belgisch atleet en voetballer (overleden 1944)
- 5 - Émile Engel, Frans wielrenner (overleden 1914)
- 6 - Stella Fontaine, Nederlands cabaretière (overleden 1966)
- 8 - Hermann Linkenbach, Duits ruiter (overleden 1959)
- 11 - Nick LaRocca, Amerikaans componist, kornettist en jazzpionier (overleden 1961)
- 14 - Efim Bogoljoebov, Russisch-Duits schaker (overleden 1952)
- 14 - Flávio Ramos, Braziliaans voetballer (overleden 1967)
- 15 - Thomas Hart Benton, Amerikaans kunstschilder (overleden 1975)
- 16 - Charlie Chaplin, Brits acteur and filmregisseur (overleden 1977)
- 17 - Philip Mechanicus, Nederlands journalist (overleden 1944)
- 20 - Willem van Cappellen, Nederlands hoorspelacteur en -regisseur (overleden 1976)
- 20 - Adolf Hitler, dictator van nazi-Duitsland (overleden 1945)
- 21 - Paul Karrer, Zwitsers scheikundige en Nobelprijswinnaar (overleden 1971)
- 23 - Karel Doorman, Nederlands marineofficier (overleden 1942)
- 24 - Richard Stafford Cripps, Brits politicus (overleden 1952)
- 26 - Anita Loos, Amerikaans (scenario)schrijfster (overleden 1981)
- 26 - Ludwig Wittgenstein, Oostenrijks-Brits filosoof (overleden 1951)
- 28 - António de Oliveira Salazar, dictator (1932-1968) van Portugal (overleden 1970)

### mei
- 2 - Ki Hadjar Dewantara, Indonesisch nationalist, onderwijsvernieuwer en minister (overleden 1959)
- 3 - Gottfried Fuchs, Duits voetballer (overleden 1972)
- 4 - Francis Spellman, Amerikaans kardinaal (overleden 1967)
- 8 - Louis Van Hege, Belgisch voetballer (overleden 1975)
- 9 - Piet Peters, Nederlands beeldend kunstenaar (overleden 1950)
- 12 - Otto Frank, vader van Anne Frank (overleden 1980)
- 12 - Abelardo Luján Rodríguez, president (1932-1934) van Mexico (overleden 1976)
- 16 - Yvonne Thooris, Belgisch esperantiste (overleden 1978)
- 17 - Dorothy Gibson, Amerikaans actrice en passagier van de Titanic (overleden 1946)
- 17 - Alfonso Reyes, Mexicaans schrijver (overleden 1959)
- 18 - Gunnar Gunnarsson, IJslands schrijver (overleden 1975)
- 18 - Thomas Midgley, Amerikaans chemicus en uitvinder (overleden 1944)
- 19 - W.H. van Eemlandt, Nederlands schrijver (overleden 1955)
- 21 - Gérard de Courcelles, Frans autocoureur (overleden 1927)
- 23 - Hendrik van Boeijen,  Nederlands bestuurder en politicus (overleden 1947)
- 25 - Gilardo Gilardi, Argentijns componist (overleden 1963)
- 25 - Sverre Jordan, Noors componist/dirigent (overleden 1972)
- 28 - Richárd Réti, Hongaars schaker (overleden 1972)
- 30 - Pieter Hendrik van Cittert, Nederlands natuurkundige en wetenschapshistoricus (overleden 1959)

### juni
- 5 - Cor Roffelsen, Nederlands architect (overleden 1958)
- 10 - Sessue Hayakawa, Japans filmacteur (overleden 1973)
- 12 - Julius Skutnabb, Fins schaatser (overleden 1965)
- 15 - Hans-Jürgen Stumpff, Duits generaal (overleden 1968)
- 18 - Wilhelmus Mutsaerts, Nederlands r.k. bisschop (overleden 1964)
- 21 - Ralph Craig, Amerikaans atleet (overleden 1972)
- 22 - Marie Holtrop, Nederlands actrice en vertaalster (overleden 1970)
- 25 - Willem Frederik Donath, Nederlands fysioloog (overleden 1957)

### juli
- 2 - Cor Hermus, Nederlands acteur, toneelregisseur en -schrijver (overleden 1953)
- 5 - Harry Boda, Nederlands revue-artiest en acteur (overleden 1973)
- 5 - Jean Cocteau, Frans schrijver (overleden 1963)
- 7 - Sanne van Havelte, Nederlands schrijfster van meisjesromans (overleden 1968)
- 14 - Ante Pavelić, Kroatisch fascistenleider (overleden 1959)
- 17 - Suze Luger-van Beuge, Nederlands alt en mezzosopraan (overleden 1971)
- 22 - James Whale, Brits filmregisseur (overleden 1957)
- 29 - Johannes Rijpstra, Nederlands burgemeester (overleden 1944)
- 30 - Frans Masereel, Belgisch beeldend kunstenaar (overleden 1972)
- 30 - Vladimir Zworykin, Russisch-Amerikaans televisiepionier (overleden 1982)

### augustus
- 1 - Walther Gerlach, Duits natuurkundige (overleden 1979)
- 5 - Conrad Aiken, Amerikaans schrijver en dichter (overleden 1973)
- 6 - John Middleton Murry, Brits schrijver, journalist en criticus (overleden 1957)
- 11 - Arturo Martini, Italiaans beeldhouwer (overleden 1947)
- 12 - Luis Miguel Sánchez Cerro, voormalig president van Peru (overleden 1933)
- 12 - Isidore Vignol, Belgisch atleet (overleden ?)
- 15 - Jan Mankes, Nederlands kunstschilder en graficus (overleden 1920)
- 21 - Richard O'Connor, Brits generaal (overleden 1981)
- 23 - Truus Schröder, Nederlands beeldend kunstenares (overleden 1985)
- 26 - Richard Rau, Duits atleet (overleden 1945)
- 30 - Mile Budak, Kroatisch schrijver, antisemiet en fascist (overleden 1945)
- 30 - Aleksandr Vvedenski, Russisch geestelijke (overleden 1946)
- 31 - Ramona Trinidad Iglesias-Jordan, Puerto Ricaans langlevend persoon (overleden 2004)

### september
- 4 - Martin van Waning, Nederlands beeldhouwer en schilder (overleden 1972)
- 7 - Albert Plesman, Nederlands luchtvaartpionier, oprichter van KLM (overleden 1953)
- 7 - Regino Ylanan, Filipijns sporter en sportbestuurder (overleden 1963)
- 10 - Adriaan Dijxhoorn, Nederlands generaal en politicus (overleden  1953)
- 14 - Anthon Olsen, Deens voetballer (overleden 1972)
- 15 - Gustaaf Magnel, Belgisch ingenieur (overleden 1955)
- 26 - Martin Heidegger, Duits filosoof (overleden 1976)

### oktober
- 3 - Carl von Ossietzky, Duits journalist, politicus en Nobelprijswinnaar (overleden 1938)
- 4 Jos Smolderen, Belgisch architect (overleden 1973)
- 8 - Philippe Thys, Belgisch wielrenner (overleden 1971)
- 9 - Adolf Bouwmeester, Nederlands acteur (overleden 1959)
- 10 - Han van Meegeren, Nederlands kunstschilder en meestervervalser (overleden 1947)
- 10 - Jan Versteegt, Nederlands predikant en verzetsman (overleden 1945)
- 11 - Imre Schlosser, Hongaars voetballer (overleden 1959)
- 14 - Antonio de las Alas, Filipijns politicus en topfunctionaris (overleden 1983)
- 22 - Jacob Cornelis van Staveren, Nederlands elektrotechnisch ingenieur (overleden 1979)
- 24 - Christiaan Boers, Nederlands militair en verzetsstrijder (overleden 1942)
- 24 - Clovis Trouille, Frans schilder (overleden 1975)
- 25 - Abel Gance, Frans filmregisseur (overleden 1981)
- 27 - Enid Bagnold, Brits schrijfster (overleden 1981)

### november
- 3 - Heinrich Campendonk, Duits-Nederlands schilder (overleden 1957)
- 11 - Marcel Buysse, Belgisch wielrenner (overleden 1939)
- 11 - Tadeusz Synowiec, Pools voetballer (overleden 1960)
- 11 - Vilhelm Wolfhagen, Deens voetballer (overleden 1958)
- 14 - Jawaharlal Nehru, Indiaas politicus (overleden 1964)
- 14 - Herman Arnold Zwijnenberg, Nederlands veearts en politicus (overleden 1964)
- 15 - Emanuel II, laatste koning van Portugal (overleden 1932)
- 16 - Charlotte Benkner, Amerikaans langstlevend persoon (overleden 2004)
- 16 - Sophus Hansen, Deens voetballer en voetbalscheidsrechter (overleden 1962)
- 16 - Jan Herder, Nederlands communist (overleden 1978)
- 16 - Dietrich Kraiss, Duits generaal (overleden 1944)
- 16 - Emil Oberle, Duits voetballer (overleden 1955)
- 18 - Zoltán Tildy, Hongaars politicus (overleden 1961)
- 20 - Edwin Hubble, Amerikaans astronoom (overleden 1953)
- 24 - Cissy van Marxveldt, Nederlands (kinderboeken)schrijfster (Setske de Haan) (overleden 1948)
- 24 - Zalman Shazar, Israëlisch politicus, president 1963-1973 (overleden 1974)
- 26 - Conrado Benitez, Filipijns schrijver, journalist en universiteitsbestuurder (overleden 1971)
- 27 - Cees Erkelens, Nederlands wielrenner (overleden 1959)
- 30 - Edgar Douglas Adrian, Brits elektrofysioloog en Nobelprijswinnaar (overleden 1977)

### december
- 1 - Ludwig Levy-Lenz, Duits-Joodse arts en bordeelhouder (overleden 1966)
- 3 - Cyrillus Kreek, Estisch componist (overleden 1962)
- 4 - Lloyd Bacon, Amerikaans acteur en regisseur (overleden 1955)
- 9 - Hannes Kolehmainen, Fins atleet en olympisch kampioen (overleden 1966)
- 7 - Gabriel Marcel, Frans filosoof (overleden 1973)
- 7 - Gaston Wallaert, Belgisch kunstschilder en schrijver (overleden 1954)
- 10 - Ray Collins, Amerikaans acteur (overleden 1965)
- 14 - Bernard Bijvoet, Nederlands architect (overleden 1979)
- 15 - Joan Riudavets, Spaans langlevend persoon (overleden 2004)
- 21 - Sewall Wright, Amerikaans geneticus en evolutiebioloog (overleden 1988)
- 22 - Jean-Baptiste Janssens, Belgisch hoofd van de jezuïetenorde (overleden 1964)
- 24 - Violet Piercy, Brits atlete (overleden 1972)
- 28 - Henrik Samuel Nyberg, Zweeds oriëntalist (overleden 1974)
- 28 - Philip van Pallandt, Nederlands baron en kasteelheer (overleden 1979)
- 31 - John H. Collins, Amerikaans scenarioschrijver en regisseur (overleden 1918)

## Overleden
januari
- 1 - Pedro Payo (74), Spaans aartsbisschop van Manilla
- 26 - Lodewijk Willem Ernst Rauwenhoff (60), theoloog, predikant, hoogleraar
- 30 - Rudolf van Oostenrijk (1858-1889) (30), kroonprins van Oostenrijk-Hongarije
- 30 - Marie von Vetsera (17), barones en de maîtresse van de hierboven genoemde Rudolf van Oostenrijk (1858-1889)

februari
- 3 - Belle Starr (40), Amerikaans outlaw
- 4 - Gijsbertus Schot (78), Nederlands politicus

maart
- 8 - John Ericsson (85), Zweeds uitvinder en ingenieur
- 17 - Joseph Alberdingk Thijm (68), Nederlands dichter, schrijver, uitgever en hoogleraar
- 18 - Jan Goeverneur (80), Nederlands schrijver

april

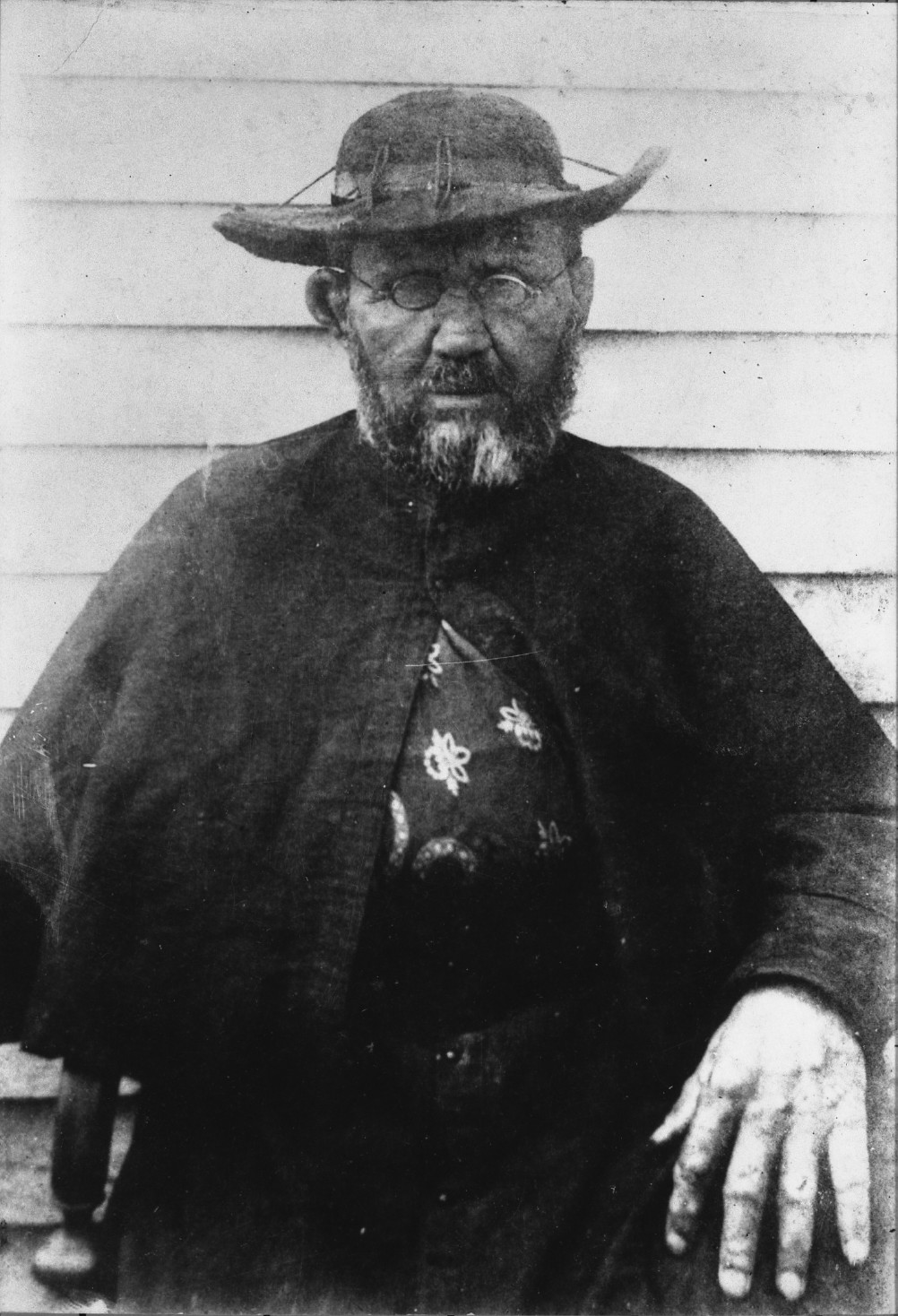
Pater Damiaan

- 15 - Pater Damiaan (49), Belgisch missionaris

mei
- 5 - Samuel Brannan (70), Amerikaans ondernemer en journalist

juni
- 28 - Maria Mitchell (70), Amerikaans astronoom

juli
- 7 - Giovanni Bottesini (67), Italiaans contrabassist, dirigent en componist
- 10 - Julia Tyler (69), first lady van de Verenigde Staten (echtgenote van John Tyler)
- 18 - Joannes Romme (57), Nederlands missionaris

augustus
- 24 - Jan Ernst Matzeliger (36), Surinaamse uitvinder

september
- 10 - Karel III (70), vorst van Monaco
- 23 - Wilkie Collins (65), Brits schrijver

oktober
- 4 - André Disdéri (70), Frans fotograaf en uitvinder
- 11 - James Prescott Joule (70), Brits natuurkundige
- 18 - Antonio Meucci (81), Italiaans ontwerper en waarschijnlijk uitvinder van de telefoon

november
- 18 - William Allingham (65), Iers-Engels dichter

december
- 6 - Jefferson Davis (81), president van de Geconfedereerde Staten van Amerika
- 12 - Robert Browning (77), Engels schrijver
- 24 - Jan Jakob Lodewijk ten Kate (70), Nederlands dichter
- 29 - Priscilla Tyler (73), Amerikaans first lady

datum onbekend
- Dong Khanh (25), keizer van Vietnam
- Theodoor Janssens (±64), Belgisch parlementslid
- Wilhelm Gottlieb Schneider (geboren in 1814), Duits bioloog

## Weerextremen in België
- 10 mei: hoogste etmaalsom van de neerslag ooit op deze dag: 29,5 mm.
- mei: mei met hoogste gemiddelde dampdruk: 14 hPa (normaal 11 hPa).
- 17 juli: laagste etmaalgemiddelde temperatuur ooit op deze dag: 12,1 °C.
- 16 september: laagste etmaalgemiddelde temperatuur ooit op deze dag: 7,8 °C en laagste minimumtemperatuur: 2,6 °C.
- 17 september: laagste etmaalgemiddelde temperatuur ooit op deze dag: 8,8 °C.
- 29 september: hoogste etmaalsom van de neerslag ooit op deze dag: 36,1 mm.

Bron: KMI Gegevens Ukkel 1901-2003  met aanvullingen 